# Перекладацький скоропис

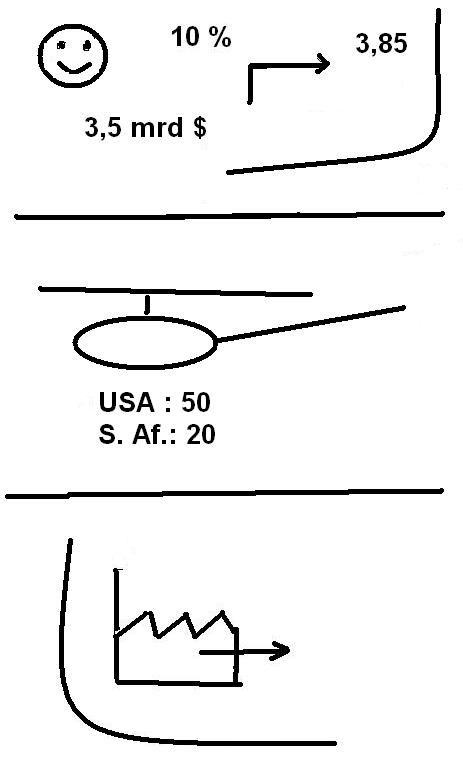
Записи при послідовному перекладі.

Перекладацький скоропис (або записи для усного перекладу) допомагає перекладачу відтворити сказане (наприклад, промову) в повній або частковій мірі. Його передусім використовують при послідовному перекладі.
Перекладацькі записи не є частиною будь-якої традиційної графічної системи, тому перекладачі можуть розвивати свої власні техніки. Однак дотримання деяких основних правила полегшить процес запису, що допоможе перекладачу впоратися з перекладом великих обсягів інформації.

## Теорія
Дослівний запис промови не є метою перекладацьких записів, а записи не є формою стенографії. Мета полягає в тому, щоб роблячи мінімальні нотатки, перекладач міг швидко згадати ціль та контекст виступу і перекласти його на іншу мову.
Недоцільним є документувати виступ за допомогою стенографії, оскільки це призведе до подвійної роботи перекладача. Записи мають допомагати перекладачу відтворювати ідеї, а не кожне окреме слово.

## Практика
Перекладач повинен зосереджено слухати мовця і записувати лише ту інформацію, яку він вважає необхідною для передачі сенсу. Цифри, роки, імена, звання осіб та терміни мають бути також занотовані. Не менш важливо записувати мовні сполучення, такі як по-перше, по-друге, але, з іншої сторони, окрім, наприклад, тощо. Сполучення роблять записи більш структурованими та ясними.
Записи для усного перекладу зазвичай робляться в блокноті, при цьому кожна нова ідея відділяється від іншої горизонтальною лінією. Після завершенні перекладу кожної частини виступу деякі перекладачі малюють скісну риску, таким чином позначаючи перехід до іншої частини промови. Це має важливий психологічний ефект. Наче дані на комп'ютері, ми стираємо пройдений етап та звільняємо місце у нашій пам'яті. Однак багато, хто вважає цей процес надто трудомістким, особливо при перекладі у швидкому темпі.
Інший варіант запису це мапа думок. Однак при такій системі важко правильно відтворити послідовність фактів та ідей.
Перекладач має вміти розшифрувати свої записи та передати їх зміст цільовою мовою. Записи можна робити і в абстрактній формі.

### Ідеограми
Ідеограми є важливим інструментом для перекладачів. Наприклад, кирилична літера Ш може символізувати Європу. Щоб визначити, чи мова йде про Східну, Західну або Центральну Європу, потрібно перекреслити відповідну лінію. Інший приклад — горизонтальна лінія та дві вертикальні лінії під нею. Такий символ можна розшифрувати як стіл, що вказуватиме на зустріч або конференцію. Дужка перед словом «дія» вказує на те, що дія відбудеться в майбутньому. Дужка після «дії» — в минулому.
Ці ідеограми можна з'єднувати системою стрілок і дужок, які вказуватимуть на речення, ідеї та структуру виступу. Використовуючи таку систему, можна відзначити, наприклад, що сума, інвестицій в українську економіку збільшилася або зменшилася на певний відсоток (відповідно до напрямку стрілки).

Записи з ілюстрації вище означають наступне:
Ми дуже раді повідомити вам про значне зростання доходів нашої компанії, а саме на 10 відсотків більше або з 3,5 до 3,85 мільярдів доларів. (*) Це пов'язано зі стрімким зростанням продажу гелікоптерів. З них 50 закупили Сполучені Штати Америки, 20 — Південна Африка. З іншого боку, ми маємо перенести частину нашого виробництва в ці країни.
Деякі перекладачі розробили цілі системи скорочень та абревіатур, які включають вчені, адміністративні та військові звання. Однак, така система має один недолік. Як і скоропис, вона може бути корисною лише для однієї окремої мови, адже і абревіатури, і просто скорочені слова пишуться по-різному у кожній мові.